# Taça de Portugal 1968-1969
La Taça de Portugal 1968-1969 fu la 29ª edizione della Coppa di Portogallo. La squadra vincitrice fu il Benfica che si aggiudicò la tredicesima coppa battendo in finale l'Académica 2-1 dopo i tempi supplementari allo Stadio nazionale di Jamor.

## Squadre partecipanti
In questa edizione erano presenti:
- Le squadre di Primeira Divisão, qualificate al terzo turno
- Le squadre di Segunda Divisão e Terceira Divisão, qualificate al primo turno
- Le rappresentative coloniali, qualificate agli ottavi di finale.

### Primeira Divisão

#### 14 squadre
| - Académica - Atlético CP - Belenenses - Benfica - Braga | - CUF Barreiro - Leixões - Porto - Sanjoanense - Sporting Lisbona | - União de Tomar - Varzim - Vitória Guimarães - Vitória Setúbal |

### Segunda Divisão

#### 28 squadre
| - Académico de Viseu - Alhandra - Almada - Barreirense - Beira-Mar - Boavista - Covilhã | - Espinho - Famalicão - Gouveia - Leça - Leões Santarém - Lusitano - Luso | - Montijo - Oriental Lisbona - Penafiel - Peniche - Portimonense - Salgueiros - Seixal | - Sesimbra - Sintrense - Tirsense - Torreense - Torres Novas - Tramagal - Valecambrense |

### Terceira Divisão

#### 48 squadre
| - Aljustrelense - Bragança - Casa Pia - Celoricense - Chaves - Cova da Piedade - Desp. Aves - Desportivo Beja - D. Castelo Branco - Estrela Portalegre - Fafe - Farense | - Faro e Benfica - Feirense - Ferroviária Entroncamento - Gil Vicente - O Grandolense - Guarda - Juventude de Évora - Lourosa - Lusitano FC - Lusitano VRSA - Marialvas - Marinhense | - Mirandela - Mortágua - Naval - Nazarenos - Odivelas - Olhanense - Oliveirense - Os Pinhelenses - Riopele - Rio Ave - Sacavenense - São Pedro da Cova | - 1º de Maio - Sporting Lamego - União de Coimbra - União de Lamas - União Algés - União Almeirim - União Leiria - União de Montemor - Vasco da Gama Sines - Vianense - Vila Real - Vizela |

### Altre partecipanti
- União Madeira (campione di Madera)
- Lusitânia (campione delle Azzorre)
- Aviação (campione di Angola)
- União Bissau (campione di Guinea portoghese)
- Ferroviário L. Marques (campione di Mozambico)

## Primo turno
|                           | Risultato |                    |
| ------------------------- | --------- | ------------------ |
| Vizela                    | 2 - 0     | Valecambrense      |
| Vila Real                 | 4 - 0     | Mirandela          |
| Vianense                  | 2 - 1     | Boavista           |
| Vasco da Gama Sines       | 4 - 0     | Rio Ave            |
| União Leiria              | 5 - 1     | Lourosa            |
| União de Lamas            | 2 - 0     | Luso               |
| União Almeirim            | 2 - 0     | Lusitano FC        |
| União Algés               | 3 - 3     | 1º de Maio         |
| Tramagal                  | 5 - 0     | D. Castelo Branco  |
| Tirsense                  | 1 - 1     | Riopele            |
| Farense                   | 2 - 1     | Salgueiros         |
| Covilhã                   | 6 - 0     | Os Pinhelenses     |
| Sintrense                 | 2 - 0     | Torreense          |
| Sacavenense               | 1 - 0     | Chaves             |
| Portimonense              | 1 - 0     | Sesimbra           |
| Peniche                   | 3 - 1     | Lusitano VRSA      |
| Penafiel                  | 1 - 1     | Leça               |
| Olhanense                 | 2 - 0     | Espinho            |
| Nazarenos                 | 5 - 0     | Aljustrelense      |
| Naval                     | 0 - 0     | Bragança           |
| Montijo                   | 1 - 0     | Cova da Piedade    |
| Marinhense                | 1 - 0     | Gouveia            |
| Lusitano                  | 5 - 0     | Faro e Benfica     |
| Leões Santarém            | 1 - 0     | Marialvas          |
| Juventude de Évora        | 3 - 1     | Casa Pia           |
| Guarda                    | 1 - 0     | Seixal             |
| O Grandolense             | 1 - 0     | Sporting Lamego    |
| Ferroviária Entroncamento | 3 - 1     | União de Montemor  |
| Feirense                  | 1 - 0     | São Pedro da Cova  |
| Famalicão                 | 2 - 1     | Académico de Viseu |
| Fafe                      | 2 - 0     | Oriental Lisbona   |
| Estrela Portalegre        | 0 - 0     | Almada             |
| Desportivo Beja           | 2 - 2     | Gil Vicente        |
| Desp. Aves                | 2 - 2     | Torres Novas       |
| Celoricense               | 1 - 0     | Mortágua           |
| Beira-Mar                 | 3 - 2     | União de Coimbra   |
| Barreirense               | 4 - 0     | Oliveirense        |
| Alhandra                  | 2 - 2     | Odivelas           |

## Secondo turno
|                 | Risultato |                           |
| --------------- | --------- | ------------------------- |
| Vila Real       | 0 - 1     | Peniche                   |
| União Leiria    | 3 - 0     | Penafiel                  |
| União Almeirim  | 2 - 1     | Leões Santarém            |
| Tramagal        | 2 - 0     | Naval                     |
| Farense         | 2 - 0     | Ferroviária Entroncamento |
| Sacavenense     | 2 - 0     | Marinhense                |
| Portimonense    | 0 - 2     | O Grandolense             |
| Olhanense       | 3 - 0     | Juventude de Évora        |
| Montijo         | 2 - 1     | Sintrense                 |
| Lusitano        | 1 - 0     | Nazarenos                 |
| Guarda          | 0 - 3     | Tirsense                  |
| Feirense        | 2 - 0     | Estrela Portalegre        |
| Famalicão       | 3 - 1     | Vasco da Gama Sines       |
| Fafe            | 0 - 0     | União de Lamas            |
| Desportivo Beja | 2 - 0     | União Algés               |
| Desp. Aves      | 2 - 0     | Vianense                  |
| Celoricense     | 1 - 2     | Vizela                    |
| Beira-Mar       | 2 - 0     | Covilhã                   |
| Barreirense     | 3 - 0     | Alhandra                  |

## Ripescaggio secondo turno
|                           | Risultato |                    |
| ------------------------- | --------- | ------------------ |
| Vianense                  | 5 - 0     | Celoricense        |
| Vasco da Gama Sines       | 1 - 2     | Sintrense          |
| Penafiel                  | 0 - 0     | Leões Santarém     |
| Nazarenos                 | 4 - 1     | Vila Real          |
| Marinhense                | 3 - 0     | Portimonense       |
| Ferroviária Entroncamento | 3 - 2     | Juventude de Évora |
| Estrela Portalegre        | 2 - 0     | Guarda             |
| Fafe                      | 2 - 1     | Naval              |
| Alhandra                  | 2 - 2     | União Algés        |

## Terzo turno
|                           | Risultato |                   |
| ------------------------- | --------- | ----------------- |
| Porto                     | 3 - 0     | Fafe              |
| União de Tomar            | 3 - 0     | O Grandolense     |
| União Leiria              | 0 - 1     | Barreirense       |
| União de Lamas            | 0 - 1     | CUF Barreiro      |
| Tirsense                  | 2 - 1     | Marinhense        |
| Sintrense                 | 1 - 2     | Famalicão         |
| Peniche                   | 1 - 1     | Vitória Guimarães |
| Nazarenos                 | 2 - 0     | Lusitano          |
| Olhanense                 | 1 - 0     | Tramagal          |
| Montijo                   | 1 - 4     | Vitória Setúbal   |
| Leixões                   | 6 - 1     | Alhandra          |
| Ferroviária Entroncamento | 0 - 1     | Vizela            |
| Feirense                  | 0 - 2     | Sanjoanense       |
| Estrela Portalegre        | 0 - 2     | Leões Santarém    |
| Desportivo Beja           | 1 - 0     | Vianense          |
| Desp. Aves                | 0 - 2     | Sporting Lisbona  |
| Benfica                   | 8 - 0     | União Almeirim    |
| Belenenses                | 1 - 0     | Sacavenense       |
| Beira-Mar                 | 2 - 4     | Varzim            |
| Atlético CP               | 3 - 1     | Braga             |
| Académica                 | 2 - 0     | Farense           |

## Quarto turno
- Sporting Lisbona

|                 | Risultato |                   |
| --------------- | --------- | ----------------- |
| Benfica         | 3 - 0     | Porto             |
| Vizela          | 1 - 5     | Vitória Guimarães |
| Vitória Setúbal | 2 - 3     | Belenenses        |
| Tirsense        | 2 - 0     | Sanjoanense       |
| Varzim          | 3 - 0     | Famalicão         |
| Leões Santarém  | 1 - 6     | Académica         |
| Leixões         | 1 - 0     | Olhanense         |
| Barreirense     | 3 - 2     | Atlético CP       |
| Desportivo Beja | 0 - 4     | União de Tomar    |
| CUF Barreiro    | 4 - 2     | Nazarenos         |

## Ottavi di finale
|                  | Risultato |                        | Andata | Ritorno |  |
| ---------------- | --------- | ---------------------- | ------ | ------- |  |
| Tirsense         | 1 - 2     | União de Tomar         | 1 - 2  | 0 - 0   |  |
| Sporting Lisbona | 17 - 1    | União Bissau           | 5 - 1  | 12 - 0  |  |
| Varzim           | 4 - 6     | Vitória Guimarães      | 2 - 3  | 2 - 3   |  |
| Lusitânia        | 0 - 9     | Belenenses             | 0 - 5  | 0 - 4   |  |
| Leixões          | 1 - 2     | Barreirense            | 1 - 0  | 0 - 2   |  |
| CUF Barreiro     | 10 - 0    | União Madeira          | 7 - 0  | 3 - 0   |  |
| Académica        | 5 - 1     | Ferroviário L. Marques | 4 - 1  | 1 - 0   |  |
| Aviação          | 2 - 7     | Benfica                | 0 - 4  | 2 - 3   |  |

## Quarti di finale
|                   | Risultato |                | Andata | Ritorno |  |
| ----------------- | --------- | -------------- | ------ | ------- |  |
| Vitória Guimarães | 2 - 6     | Académica      | 2 - 1  | 0 - 5   |  |
| Sporting Lisbona  | 3 - 0     | União de Tomar | 2 - 0  | 1 - 0   |  |
| CUF Barreiro      | 3 - 2     | Barreirense    | 3 - 0  | 0 - 2   |  |
| Belenenses        | 2 - 3     | Benfica        | 0 - 1  | 2 - 2   |  |

## Semifinali
|                  | Risultato |              | Andata | Ritorno |  |
| ---------------- | --------- | ------------ | ------ | ------- |  |
| Sporting Lisbona | 1 - 3     | Académica    | 1 - 2  | 0 - 1   |  |
| Benfica          | 7 - 3     | CUF Barreiro | 5 - 1  | 2 - 2   |  |

## Finale
| Arbitro: | Ismael Baltazar (Setúbal) |

|            |           |                         |
| António 1’ | Marcatori | 85’ Simões 109’ Eusébio |

| Académica | Benfica |

### Formazioni
| Académica         |   |                    |  |     |
|                   |   |                    |  |     |
| POR               | 1 | Armelim Viegas     |  |     |
| DIF               |   | António Marques () |  |     |
| DIF               |   | Vieira Nunes       |  |     |
| DIF               |   | Rui Rodrigues      |  |     |
| DIF               |   | José Belo          |  |     |
| CEN               |   | Vítor Campos       |  |     |
| CEN               |   | Fernando Peres     |  | 68’ |
| CEN               |   | Vasco Gervásio     |  |     |
| CEN               |   | Mário Campos       |  |     |
| ATT               |   | Manuel António     |  |     |
| ATT               |   | Nene               |  |     |
| Sostituiti:       |   |                    |  |     |
| ATT               |   | Augusto Rocha      |  | 60’ |
| ATT               |   | Serafim Pereira    |  | 38’ |
| Allenatore:       |   |                    |  |     |
| Francisco Andrade |   |                    |  |     |

| Benfica     |   |                 |  |     |
|             |   |                 |  |     |
| POR         | 1 | José Henrique   |  |     |
| DIF         |   | Zeca            |  |     |
| DIF         |   | Malta da Silva  |  |     |
| DIF         |   | Adolfo Calisto  |  |     |
| DIF         |   | Humberto Coelho |  |     |
| CEN         |   | Mário Coluna () |  |     |
| CEN         |   | António Simões  |  |     |
| CEN         |   | Toni            |  | 71’ |
| CEN         |   | Jaime Graça     |  |     |
| ATT         |   | Eusébio         |  |     |
| ATT         |   | Abel Miglietti  |  | 46’ |
| Sostituiti: |   |                 |  |     |
| ATT         |   | José Augusto    |  | 71’ |
| ATT         |   | José Torres     |  | 46’ |
| Allenatore: |   |                 |  |     |
| Otto Glória |   |                 |  |     |